# Сан Ђорђо ди Ногаро
Сан Ђорђо ди Ногаро је насеље у Италији у округу Удине, региону Фурланија-Јулијска крајина.
Према процени из 2011. у насељу је живело 6219 становника. Насеље се налази на надморској висини од 4 м.

## Становништво
Према резултатима пописа становништва 2011. у општини је живело 7.681 становника.
| 1951. | 1961. | 1971. | 1981. | 1991. | 2001. | 2011. |
| ----- | ----- | ----- | ----- | ----- | ----- | ----- |
| 7.413 | 7.123 | 7.398 | 7.688 | 7.581 | 7.314 | 7.681 |

## Партнерски градови
- Mezőhegyes